# Kotouba
Kotouba è un comune rurale del Mali facente parte del circondario di Kita, nella regione di Kayes.
Il comune è composto da 7 nuclei abitati:
- Barakorodji
- Kotouba
- M'Bassala Nafadji
- Mignan
- Samakoulou
- Sidian
- Tourébougou